# Schadschar ad-Durr

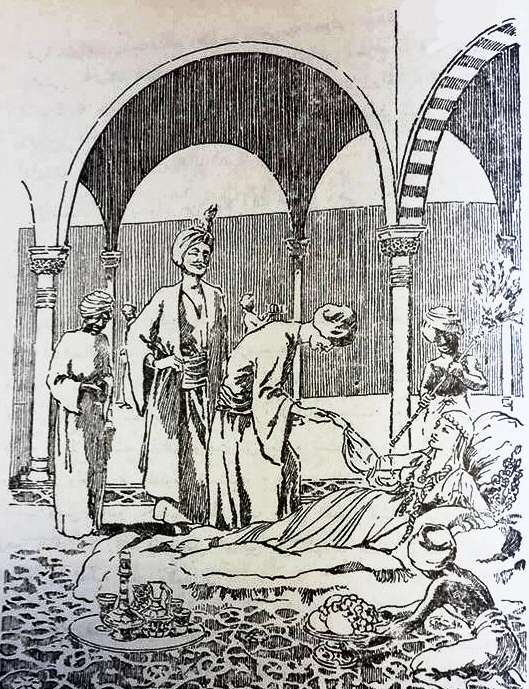
Darstellung Sadschar ad-Durrs in einer Skizze (1966)

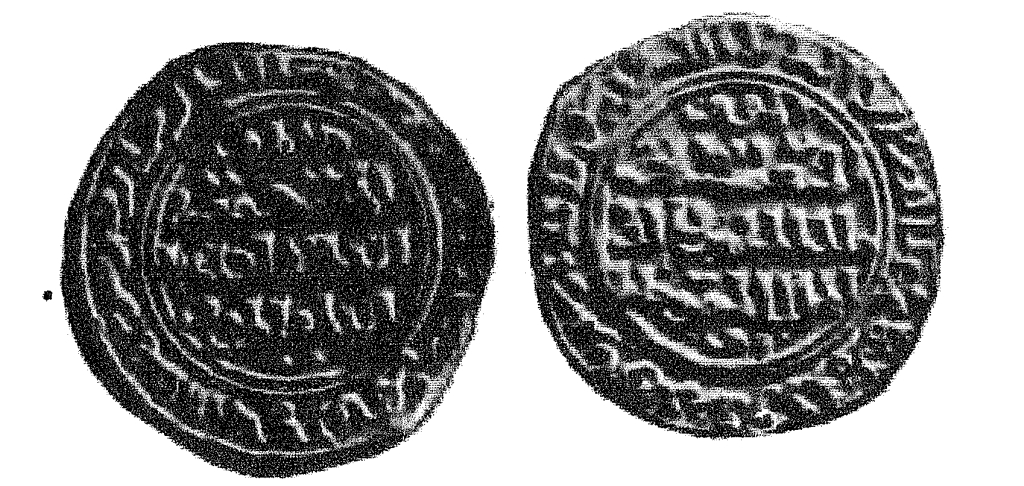
Dinar-Münzen Schadschar ad-Durrs

Schadschar ad-Durr (arabisch شجر الدر, DMG Šaǧar ad-Durr, ägyptisch-Arabisch Sheger ed Durr; † 12. April oder 2./3. Mai 1257) war für wenige Tage im Jahr 1250, vom 2. Mai bis 31. Juli, die erste und bis heute einzige selbstständige Herrscherin des islamischen Ägypten.

## Leben
Schadschar ad-Durr („Perlenbaum“) war türkischer, tscherkessischer oder armenischer Abstammung und wurde einst als Haremssklavin an as-Salih Ayyub, den ayyubidischen Emir von Hisn Kayfa, verschenkt. Wegen ihrer Klugheit und Schönheit wurde sie bald dessen Favoritin und schließlich als eine von insgesamt zwei Frauen geheiratet. Sie teilte mit ihm die Gefangenschaft in Karak von 1239 bis 1240 und gebar dabei den Sohn Chalil, der aber noch als Kind starb. Im Sommer 1240 übernahm as-Salih Ayyub die Macht in Ägypten.
Als im Juni 1249 der sechste Kreuzzug unter König Ludwig IX. (Saint Louis) von Frankreich in Ägypten einbrach, war Sultan as-Salih Ayyub schwer erkrankt. Nachdem die Kreuzfahrer Damiette erobert hatten und nach al-Mansura vorgedrungen waren, starb er im November 1249. Um einen Zerfall der politischen Ordnung in dieser Krisenzeit zu verhindern, beschlossen Schadschar ad-Durr und der Befehlshaber der Kavallerie Dschamal ad-Din Muhassan, den Tod des Sultans geheim zu halten. Als Grund für seine Abwesenheit von der Öffentlichkeit gaben sie seine Krankheit an, von der er sich in den Gemächern seines Palastes in al-Mansura erholen wolle. Einzig den zuvor in Ungnade gefallenen Emir Fachr ad-Din Yusuf, welcher wieder als Oberbefehlshaber des Heeres (Atabeg) eingesetzt wurde, weihten sie ein und bildeten mit ihm so ein geheimes Regierungstriumvirat. Schadschar ad-Durr entsandte kurz darauf den Emir Faris ad-Din Aktay nach Hisn Kayfa, der von dort ihren Stiefsohn al-Mu'azzam Turan Schah als Nachfolger seines Vaters nach Ägypten geleiten sollte. Über die Nachfolgeregelung drohte innerhalb der Regierungstroika ein Konflikt zu entbrennen, da Fachr ad-Din Yusuf den Prinzen al-Mughīth ʿUmar als neuen Sultan favorisierte. Der Machtkampf blieb allerdings aus, da der Emir im Kampf um al-Mansura am 8. Februar 1250 gegen die Kreuzritter fiel. Wenige Tage darauf, am 25. Februar, zog Turan Schah in al-Mansura ein, woraufhin der Tod des alten und die Inthronisierung des neuen Sultans offiziell verkündet werden konnten. Schadschar ad-Durr zog sich nun nach Kairo zurück, während ihr Stiefsohn mit der Mamlukengarde den Kampf gegen die Kreuzfahrer fortsetzte, der am 6. April mit der Gefangennahme des Königs von Frankreich siegreich beendet wurde.
Weil der Sieg vor allem durch die Kampfkraft der Mamluken der Bahriyya- und Dschamdariyya-Regimenter ermöglicht worden war, erkannte Sultan Turan Schah in ihnen eine potentielle Gefahr für seine eigene Macht und beschloss daher die Beseitigung ihrer Anführer. Diese aber kamen ihm zuvor und ermordeten ihn am 2. Mai 1250 in Fariskur. In der nun neu aufgeworfenen Herrscherfrage kamen die Mamluken darin überein, Schadschar ad-Durr als die „Mutter König Chalils“ (Umm al-Malik Chalil) zum neuen „Sultan“ auszurufen; als Atabeg wurde ihr der Mamluk Izz ad-Din Aybak zur Seite gestellt. Die selbstständige Herrschaft der ehemaligen Haremssklavin wurde durch die Einsetzung ihres Namens in die Chutba manifestiert, die Predigt zum traditionellen Freitagsgebet, in welcher der Herrschername für die Öffentlichkeit stets genannt wurde. Laut dem Geschichtsschreiber Ibn Wāsil stellte dies einen in der islamischen Welt bis dahin nicht gekannten Vorgang dar. Mittlerweile hatte jedoch der Ayyubide an-Nasir Yusuf die Herrschaft in Damaskus übernommen. Mehrere Mamluken waren auf seine Seite übergegangen. Als es auch in Kairo zu Unruhen kam, entschlossen sich die Mamluken am 31. Juli 1250, Schadschar ad-Durr als Herrscherin abzusetzen und Izz ad-Din Aybak zum neuen Sultan zu proklamieren. Dessen Herrschername al-Mu'izz wurde in die Chutba eingesetzt und dazu heiratete er Schadschar ad-Durr, die somit auch weiterhin großen Einfluss am Hof von Kairo behielt.
Als Aybak 1257 aber ein Bündnis mit dem Herrscher von Mosul eingehen und dieses durch Heirat mit dessen Tochter besiegeln wollte, drohte Schadschar ad-Durr der Verlust ihres Einflusses. Sie ließ Aybak deshalb ermorden, wurde aber von den Mamluken verhaftet und im „roten Turm“ gefangen gesetzt. Nachdem Aybaks junger Sohn al-Mansur Ali zum neuen Sultan ernannt worden war, wurde sie ermordet und ihre Leiche vom Turm hinabgeworfen.
Der Mamlukenführer Qutuz beseitigte wenig später al-Mansur Ali und übernahm selbst die Macht als neuer Sultan von Ägypten.

## Dritte Herrscherin im Islam
Entgegen der von Ibn Wāṣil verlautbarten Einzigartigkeit der Herrschaft der Schadschar ad-Durrs als Frau über ein islamisches Reich, war sie dennoch nicht die erste. Zwischen den Jahren 1086 und 1138 herrschte im Jemen mit der malika Saiyida al-Hurra Arwa aus der Dynastie der Sulaihiden die erste bekannte Frau als selbstständige Herrscherin in der islamischen Welt. 1236 gelangte im Sultanat von Delhi zudem mit der Unterstützung der Sklavengarde die Prinzessin Radiyya als Alleinherrscherin auf den Thron, also unter ähnlichen Voraussetzungen wie wenig später Schadschar ad-Durr in Ägypten.